# Football League Fourth Division
Die Football League Fourth Division war von 1958 bis 1992 die vierthöchste Spielklasse innerhalb der Football League und gleichzeitig die vierthöchste Liga im englischen Fußball insgesamt. Mit der Einführung der FA Premier League im Jahr 1992 löste sich die Fourth Division auf und die Third Division wurde zur vierten englischen Liga. Derzeit wird die vierte Spielklasse als Football League Two bezeichnet.

## Übersicht
Vor der Einführung der Premier League im Jahr 1992 stiegen die vier in der Endtabelle höchstplatzierten in die Third Division auf. Der Tabellenletzte musste je nach wirtschaftlicher Lage nachkommender Mannschaften in die Football Conference absteigen und damit seinen offiziellen Status als Profimannschaft verlieren. Ein automatischer Abstieg in die Football Conference hat bis zum Jahr 1987 nicht existiert.
Die Fourth Division wurde im Jahr 1958 gegründet, als sich die jeweils zwölf besten Vereine der Third Division South und Third Division North zu der Third Division vereinigten und die verbleibenden Vereine die Fourth Division entstehen ließen.
Die Fourth Division wurde auch als Division Four, League Fourth Division oder scherzhaft als Kellerliga (englisch: basement division) bezeichnet.

## Sieger der Fourth Division (1959–1992)
| Jahr | Sieger                  |
| ---- | ----------------------- |
| 1959 | Port Vale               |
| 1960 | FC Walsall              |
| 1961 | Peterborough United     |
| 1962 | FC Millwall             |
| 1963 | Oldham Athletic         |
| 1964 | FC Gillingham           |
| 1965 | Brighton & Hove Albion  |
| 1966 | Doncaster Rovers        |
| 1967 | Stockport County        |
| 1968 | Luton Town              |
| 1969 | Doncaster Rovers        |
| 1970 | FC Chesterfield         |
| 1971 | Notts County            |
| 1972 | Grimsby Town            |
| 1973 | FC Southport            |
| 1974 | Peterborough United     |
| 1975 | Mansfield Town          |
| 1976 | Lincoln City            |
| 1977 | Cambridge United        |
| 1978 | FC Watford              |
| 1979 | FC Reading              |
| 1980 | Huddersfield Town       |
| 1981 | Southend United         |
| 1982 | Sheffield United        |
| 1983 | FC Wimbledon            |
| 1984 | York City               |
| 1985 | FC Chesterfield         |
| 1986 | Swindon Town            |
| 1987 | Northampton Town        |
| 1988 | Wolverhampton Wanderers |
| 1989 | Rotherham United        |
| 1990 | Exeter City             |
| 1991 | FC Darlington           |
| 1992 | FC Burnley              |